# (269243) Charbonnel
(269243) Charbonnel est un astéroïde de la ceinture principale.

## Description
(269243) Charbonnel est un astéroïde de la ceinture principale. Il fut découvert le 27 août 2008 à l'observatoire des Pises par Jean-Marie Lopez et Cyril Cavadore. Il présente une orbite caractérisée par un demi-grand axe de 3,19 UA, une excentricité de 0,14 et une inclinaison de 2,0° par rapport à l'écliptique.